# Ubaldo Biordi
Ubaldo Biordi (1938) è un politico sammarinese.
È stato Capitano Reggente della Repubblica di San Marino per i periodi 1º ottobre 1981 – 31 marzo 1982 (in coppia con Mario Rossi) e 1º ottobre 1985 – 31 marzo 1986 (in coppia con Pier Paolo Gasperoni).